# آیگل (گروه موسیقی)
آیگِل (تاتاری: Аигел) یک گروه موسیقی دونفرهٔ الکترونیک و هیپ‌هاپ تاتار-روسی است که از آیگل گایسینا، شاعری از نابرژنیه چلنی، و ایلیا برامیا، موسیقیدان الکترونیک اهل سنت پترزبورگ تشکیل شده است.

## اعضا

### آیگل گایسینا
گایسینا در ۹ اکتبر ۱۹۸۶ در نابرژنیه چلنی به دنیا آمد و تا سال ۲۰۲۳ در آنجا زندگی می‌کرد. او در سال ۲۰۲۳ مجبور شد به برلین در آلمان فرار کند، زیرا علیه حملهٔ روسیه به اوکراین اعتراض کرده بود.
گایسینا نوشتن ترانه‌ها را از دوران مدرسه آغاز کرد و اولین اجرای صحنه‌ای خود را در سن ۱۶ سالگی انجام داد. اوکه یک بازیگر حرفه‌ای صدا است، در سال ۲۰۰۳ آلبوم نخست خود به نام Les (روسی: «Лес») را منتشر کرد. در میانهٔ دههٔ ۲۰۰۰، به عنوان شاعر و مترجم شعر تاتاری در مجلات ادبی شناخته شد. در سال ۲۰۱۳، گایسینا و تیمور خادیرُف گروه موسیقی الکترونیک تجربی تاک کراسیوو تمنو را تشکیل دادند.

### ایلیا برامیا
برامیا در ۱۸ ژوئن ۱۹۷۳ به دنیا آمد و در سنت پترزبورگ زندگی می‌کند. او یک مهندس صدا و تهیه‌کننده است. برامیا فعالیت در موسیقی الکترونیک را از سال ۱۹۹۷ آغاز کرد و عضو گروه‌های موسیقی متعددی بوده است. او همچنین مدیر بخش «موسیقی معاصر و طراحی صدا» در مدرسهٔ صنایع خلاق مایاک بود.

## تاریخچه
در پاییز ۲۰۱۶، گایسینا از طریق شبکه‌های اجتماعی با برامیا تماس گرفت و ایدهٔ اجرای نمایشی بر اساس مجموعهٔ شعر خود به نام سود را مطرح کرد. این ایده در روند همکاری گایسینا و برامیا تکامل یافت و در نهایت گروه آیگل شکل گرفت. در آغاز سال ۲۰۱۷، گروه اولین کنسرت‌های خود را در مسکو و سنت پترزبورگ برگزار کرد. در ۱۰ آوریل ۲۰۱۷، آیگل آلبوم نخست خود به نام ۱۱۹۰ را منتشر کرد. عنوان این آلبوم به حکم شریک گایسینا اشاره دارد، که قرار بود ۱۱۹۰ روز را در زندان بگذراند. در ۶ اوت ۲۰۱۷، آلبوم چندآهنگهٔ بوش باش (تاتاری: «Буш Баш») منتشر شد. عنوان این آلبوم در زبان تاتاری به معنای «سر خالی» است.
در ۲۵ اوت ۲۰۱۷، آیگل موزیک ویدئوی «تاتارین» را منتشر کرد که کارگردانی آن را ایلیا سولوویف بر عهده داشت. تا اکتبر ۲۰۱۷، این ویدئو بیش از ۱٫۵ میلیون بار در یوتیوب مشاهده شده بود و تا ژوئن ۲۰۱۹، حدود ۴۰ میلیون بازدید داشت.
در سال ۲۰۱۸، آیگل دومین آلبوم خود به نام موزیکا (روسی: Музыка، ت. «موسیقی») را منتشر کرد و در اوت ۲۰۱۹، آیگل سومین آلبوم خود به نام اِدِم (روسی: Эдем، ت. «عدن/آدم») را انتشار داد. چهارمین آلبوم آیگل در نوامبر ۲۰۲۰ به نام پیاله (تاتاری: Пыяла، ت. «پیاله») را منتشر کرد. تمامی آهنگ‌های آلبوم پیاله به زبان تاتاری هستند.
در سپتامبر ۲۰۲۲، گروه اعلام کرد که به دلیل مخالفت علنی با حملهٔ روسیه به اوکراین در فهرستی از هنرمندانی قرار گرفته‌اند که آثارشان توسط دولت روسیه «توصیه نشده» اعلام شده است. گایسینا و برامیا هر دو روسیه را به‌طور دائم ترک کردند و به خلق موسیقی و اجرای برنامه در خارج از کشور ادامه دادند.

## سبک موسیقی
متن‌های گروه عمدتاً تجربیات شخصی گایسینا را توصیف می‌کنند که مرتبط با دادگاه و زندانی شدن شریکش و انتظار برای آزادی اوست. از آنجا که گایسینا و برامیا در شهرهای متفاوتی زندگی می‌کنند، بیشتر همکاری‌شان به صورت دورکاری انجام می‌شود. برامیا بیت‌ها را برای گایسینا ارسال می‌کند و گایسینا متن‌ها را می‌نویسد و آوازهای خود را ضبط می‌کند. موسیقیدان‌ها تا پیش از کنسرت اولشان نه حضوری دیدار کرده بودند و نه حتی تلفنی صحبت کرده بودند.
اکثر آهنگ‌های آیگل توسط گایسینا به‌طور خاص برای اجرا نوشته شده‌اند، اما برخی از اشعار از شعرهای پیشین گرفته شده و سپس برای موسیقی سازگار شده‌اند.

## فهرست آثار

### آلبوم‌های استودیویی
- ۱۱۹۰ (۲۰۱۷)[۱۱]
- موزیکا (روسی: Музыка، ت. «موسیقی») (۲۰۱۸)[۱۸]
- اِدِم (روسی: Эдем، ت. «عدن/آدم») (۲۰۱۹)[۱۹]
- پیاله (تاتاری: Пыяла، ت. «پیاله») (۲۰۲۰)[۲۰]
- کیلر قیز (۲۰۲۵)[۲۴]

### آلبوم‌های چندآهنگه (EP)
- بوش باش (تاتاری: Буш Баш) (۲۰۱۷)[۱۳]
- RMX (۲۰۱۷)
- آفگنو (روسی: Офигенно) (۲۰۲۰)

### ویدئوهای موسیقی
- «تاتارین» (روسی: «Татарин») (۲۵ اوت ۲۰۱۷)[۱۴]
- «۱۱۹۰» (۵ دسامبر ۲۰۱۷)[۲۵]
- «شاهزاده در سفید» (روسی: «Принц на белом») (۱۵ مه ۲۰۱۸)[۲۶]
- «روح‌های آتش» (روسی: «Духи огня») (۵ اکتبر ۲۰۱۸)
- «واضح» (روسی: «Четкий») (۷ ژوئن ۲۰۱۹)
- «برف» (روسی: «Снег») (۶ سپتامبر ۲۰۱۹)
- «آن گرما را منتشر می‌کرد» (روسی: «Оно выделяло тепло») (ویدئوی متن آهنگ) (۲۶ دسامبر ۲۰۱۹)
- «تو به دنیا آمدی» (۱۲ مارس ۲۰۲۰)
- «دو هفته» (روسی: «Две недели») (۱۰ آوریل ۲۰۲۰)[۲۷]

## جوایز و نامزدی‌ها
| جایزه                        | سال  | نامزد(ها)     | بخش               | نتیجه    | ارجاعات |
| ---------------------------- | ---- | ------------- | ----------------- | -------- | ------- |
| جشنواره ویدئویی موسیقی آستین | ۲۰۲۱ | "You're Born" | بهترین فیلم‌برداری | نامزدشده | [ ۲۸ ]  |
| جشنواره ویدئویی موسیقی آستین | ۲۰۲۱ | "You're Born" | بهترین کارگردانی  | پیروز    | [ ۲۸ ]  |
| جشنواره ویدئویی موسیقی آستین | ۲۰۲۱ | "You're Born" | بهترین روایت      | نامزدشده | [ ۲۸ ]  |
| جشنواره ویدئویی موسیقی آستین | ۲۰۲۱ | "You're Born" | ویدئوی سال        | نامزدشده | [ ۲۸ ]  |
| جوایز ویدئویی موسیقی برلین   | ۲۰۱۸ | "تاتارین"     | بهترین تدوین      | پیروز    | [ ۲۹ ]  |
| جوایز ویدئویی موسیقی برلین   | ۲۰۱۸ | "۱۱۹۰"        | بهترین فیلم‌برداری | نامزدشده | [ ۳۰ ]  |
| جوایز ویدئویی موسیقی برلین   | ۲۰۲۰ | "You're Born" | بهترین کارگردانی  | نامزدشده | [ ۳۱ ]  |